# 金色箭毒蛙
金色箭毒蛙（学名：Phyllobates terribilis）又名黃金箭毒蛙，属于箭毒蛙科叶毒蛙属，是一个哥伦比亚太平洋沿岸的特有种。金色箭毒蛙的最佳栖息地点是有着高降雨量（5米或更多）、海拔在100-200米内、气温至少26°C以及相对湿度为80-90%的雨林。在野生状态下，金色箭毒蛙是一种社会性动物，以不超过六个个体的形式群居。然而，被捕获的金色箭毒蛙能够以更高的数量群居。由于它们形体很小，颜色也很明亮，常常被误认为无害。但野生品种实际上是致命的，直接触摸野生金色箭毒蛙已经被确定会导致死亡。金色箭毒蛙是最具有毒性的箭毒蛙（位居第二的是藍箭毒蛙，第三則是三色箭毒蛙}），也是世界上毒性最强的蛙，更是世界上毒性最强的動物之一。